# Klement Aringer
Klement Aringer (* 1951 in Fridolfing) ist ein deutscher Geodät. Von 1. November 2008 bis 31. März 2017 war er Präsident des Landesamtes für Digitalisierung, Breitband und Vermessung in München (ehemaliges Landesamt für Vermessung und Geoinformation bzw. davor Bayerisches Landesvermessungsamt).

## Biographie
Er studierte zunächst ab 1970 Vermessungstechnik an der Fachhochschule München und dann ab 1973 Vermessungswesen an der Technischen Universität München. Zwischen 1978 und 1980 absolvierte er den Vorbereitungsdienst für den höheren vermessungstechnischen Verwaltungsdienst und den höheren Flurbereinigungsdienst. 1984 wurde er promoviert. Das Thema seiner Dissertation war: „Geodätische Hauptaufgaben auf Flächen in kartesischen Koordinaten“
Von 1984 bis 1987 war er am Vermessungsamt Bad Tölz. Zwischen 1987 und 1990 war er Referent im Bayerischen Staatsministerium der Finanzen – Vermessungsabteilung – im Referat für Haushalt, Personal und Organisation.
Danach leitete er bis 1992 das Vermessungsamt Passau. Er war anschließend bis 1995 Technischer Referent und Vertreter des Abteilungsleiters an der Bezirksfinanzdirektion Landshut (heutige Regionalabteilung Ost des Landesamtes für Digitalisierung, Breitband und Vermessung).
Von 1995 bis 2008 leitete er verschiedene Referate am Bayerischen Staatsministerium der Finanzen.
Am 1. November 2008 trat er die Nachfolge von Günther Nagel im Amt des Präsidenten des Landesamtes für Vermessung und Geoinformation in München an. Seit dem 1. Januar 2014 trägt die Behörde die Bezeichnung Landesamt für Digitalisierung, Breitband und Vermessung.